# Wikipedia
Wikipedia ([vɪkɪ'peːdɪa]) är en wiki och en mångspråkig webbaserad encyklopedi. Den har i huvudsak fritt och öppet innehåll som utvecklas av dess användare, ofta benämnda wikipedianer. Innehållet bygger på oberoende trovärdiga källor. Wikipedia lanserades den 15 januari 2001 av Jimmy Wales och Larry Sanger, ursprungligen i en engelskspråkig version, och är det mest besökta uppslagsverket på internet. Svenskspråkiga Wikipedia startades den 21 maj 2001. Wikipedia är (2024) rankad som världens sjunde och Sveriges sjätte mest besökta webbplats enligt Similarweb. Wikipedia drivs av den icke-vinstinriktade stiftelsen Wikimedia Foundation med stöd av privata donatorer. Projektet bygger på wikiprogramvaran Mediawiki, som är fri programvara och har öppen källkod.

## Historik

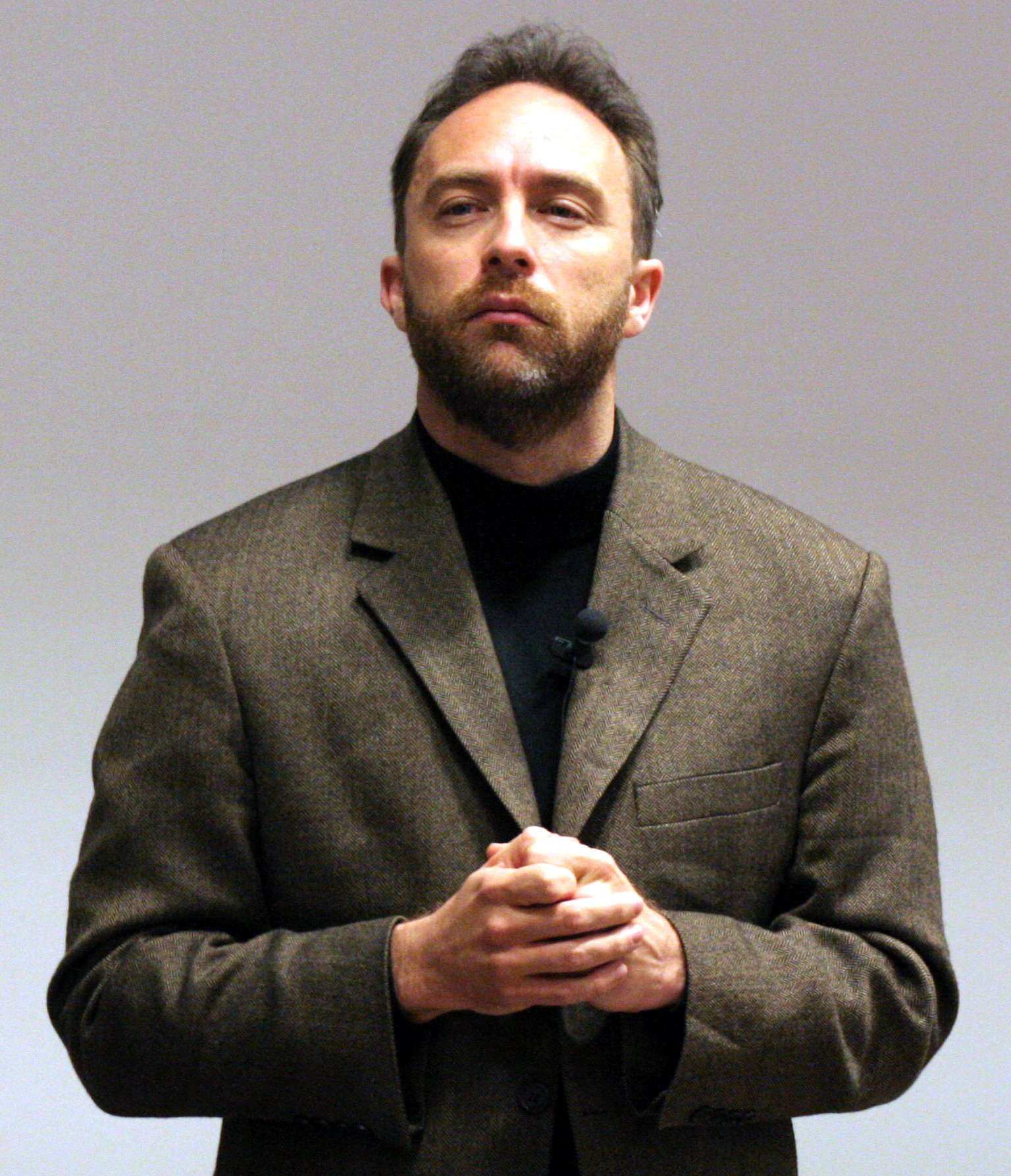
Jimmy Wales, en av Wikipedias grundare.

Wikipedia grundades 15 januari 2001 av internetentreprenören Jimmy Wales och filosofen Larry Sanger, båda knutna till Wales internetföretag Bomis. De hade under år 2000 försökt starta uppslagsverket Nupedia, vilket dock begränsades av strikta krav på skribenterna. Genom att använda wikitekniken, det vill säga en sökbar webbplats där sidorna enkelt och snabbt kan redigeras av besökarna, lyckades man få igång skrivandet. Wikipedia var från början enbart engelskspråkigt, men 15 mars 2001 togs initiativet till flera språk. Först ut var tyska, tätt följt av katalanska och japanska. Dessa tre var i gång före utgången av mars. Den 11 maj 2001 lades ytterligare nio stora språk till. Före utgången av 2001 fanns Wikipedia på 18 språk. Engelskspråkiga Wikipedia har hela tiden varit störst och hade i december 2019 5,9 miljoner artiklar. Den första redigeringen gjordes av Bomis kontorskonto den 15 januari 2001 klockan 20:27 på sidan HomePage som då var namnet på förstasidan. Klockan 20:52 skapades den första artikeln, WikiPedia, av samma användare.
Namnet "wikipedia" myntades av Larry Sanger och är en sammanslagning av wiki, som är hawaiiska och betyder snabb och encyclopedia, från grekiskans enkyklios paideia, ordagrant "rundad bildning" eller "kunskaper som formar en krets", i betydelsen "allmänbildning"..

### Svenskspråkiga Wikipedias historia
Svenska var det andra mindre språket (efter katalanska) som fick en egen Wikipedia. Den startades den 21 maj 2001 av Linus Tolke, som skapade de äldsta ännu existerande sidorna den 23 maj. Den äldsta bevarade versionen av startsidan är från den 3 juni 2001. Svenskspråkiga Wikipedia var dock i stort sett inaktiv till november 2002.

## Statistik
Fördjupning: Statistik för alla språkversioner och statistik för svenskspråkiga Wikipedia

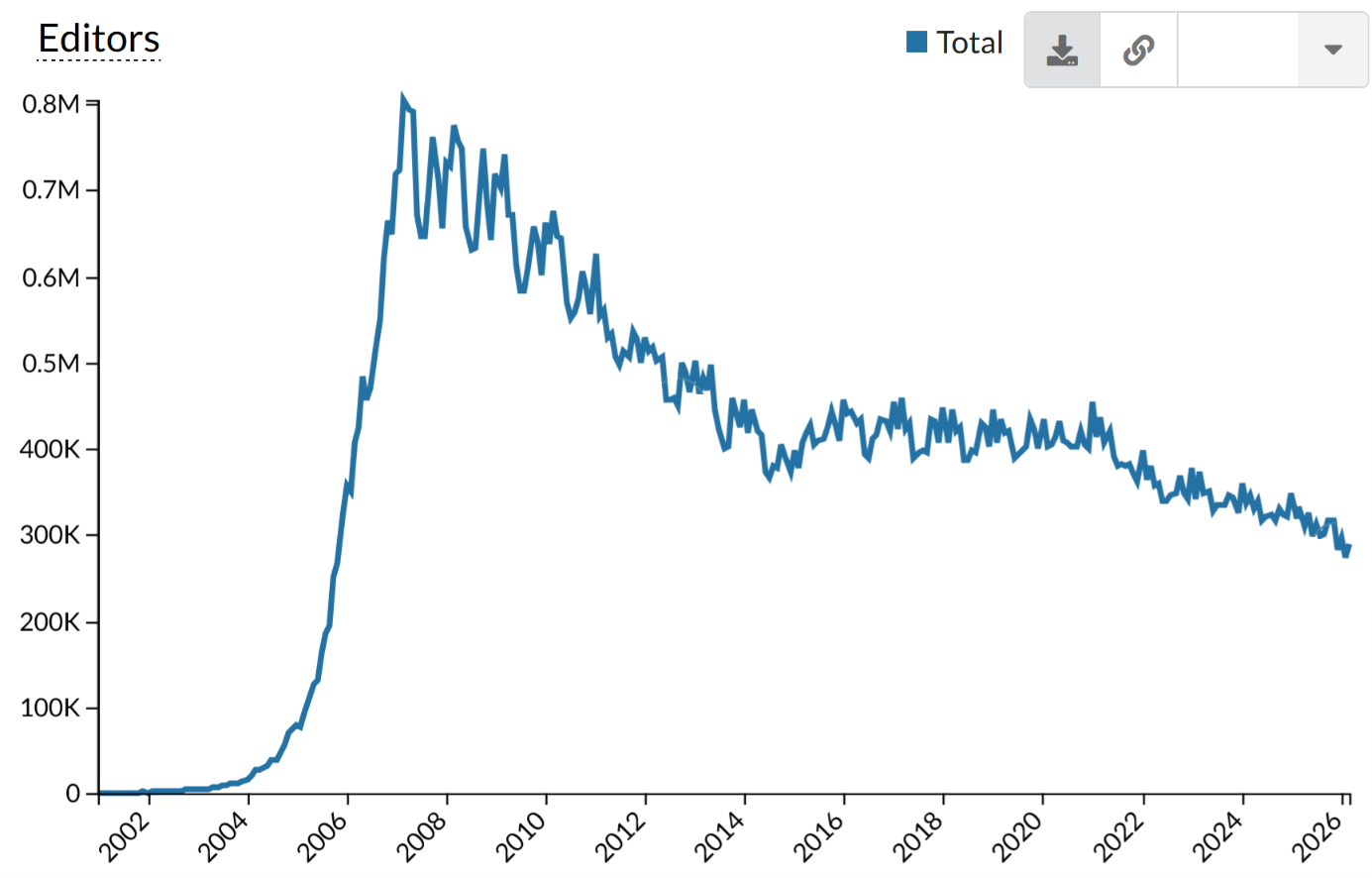
Antal inloggade aktiva bidragsgivare per månad på engelskspråkiga Wikipedia över tid.

Wikipedia finns idag tillgänglig på 356 olika språk. 302 språkversioner hade i augusti 2024 över ett tusen egentliga artiklar, och 19 språk hade fler än en miljon egentliga artiklar, övriga sidor borträknade. Den engelskspråkiga versionen är störst, idag med 7 036 318 artiklar, 1 300 144 267 redigeringar sedan start och 107 534 aktiva bidragsgivare under den senaste månaden. Därefter följde i augusti 2024 de cebuano-, tysk-, fransk- och svenskspråkiga versionerna, i avtagande ordning efter antal egentliga artiklar.
Totalt innehåller Wikipedias olika språkversioner just nu 274 165 157 artiklar, och den svenskspråkiga versionen har 2 614 299 artiklar. Svenskspråkiga Wikipedia innefattar emellertid en stor andel robotskapade artiklar (68,5 procent i oktober 2022) och var i augusti 2024 bara på fjortonde plats sett till antal redigeringar sedan start och på nittonde plats sett till antal aktiva inloggade bidragsgivare under senaste månaden (1 799 identiteter). Även cebuanospråkiga Wikipedia innefattar en mycket stor andel (5,3 miljoner eller 99,6 procent år 2019) robotskapade artiklar. De flesta robotskapade artiklar har skapats av svenska Lsjbot, och handlar om djur eller ortnamn.

## Användning
Sökmotorer som Google leder ofta till Wikipedia och driver webbtrafik till Wikipedia. Wikipedia är (2022) rankad som världens sjunde och Sveriges sjätte mest besökta webbplats enligt Similarweb(en). Enligt Wikimedias egen statistik besöktes Wikipedia (alla språkversioner inräknade) av i snitt 1,8 miljarder unika enheter varje månad under 2021.
Många studenter, journalister, författare, forskare, med flera yrkeskategorier, hämtar dagligen uppgifter från Wikipedia, där snabbheten är en stor fördel jämfört med att leta i litteratur och forskningsartiklar. Wikipediaartiklar anses emellertid främst användbara för att hitta andra mer auktoritativa källor snarare än som informationskälla till egna publikationer.
En svensk undersökning visade 2019 att 83 procent av de svenska internetanvändarna använde Wikipedia, varav tio procent gjorde det varje dag. Bland de som studerar använde 94 procent Wikipedia för att söka information. Samma undersökning visade 2018 att i åldersgruppen upp till 45 år använde 90 procent Wikipedia. Det var fler män än kvinnor som använde Wikipedia varje vecka: 45 procent män och 33 procent kvinnor.

### Användning i den akademiska världen
Det är vanligt förekommande att lärare, i synnerhet på universitetsnivå, avråder studenter från att använda Wikipedia som källa och istället rekommenderar att man går till de mer auktoritativa källor som i sin tur anges i många Wikipediaartiklar, därför att studenten med sitt val av källor ska bevisa uppsatsens akademiska nivå och vetenskapliga aktualitet. Även Wikipedia rekommenderar att man använder verket för att hitta källor hellre än att uppge Wikipedia som källa. Andra lärare accepterar enstaka hänvisningar till Wikipedia eller andra uppslagsverk, om andra källor inte kan hittas, under förutsättning att längre uppsatser och examensrapporter inte i sin helhet är baserade på detta, utan grundas på forskningspublikationer, akademiska läroböcker och på studentens egna undersökningar. Wikipedia förekommer i princip aldrig i källhänvisningar i forskningspublikationer. Det förekommer att artiklar på Wikipedia listas bland kurslitteraturen för högskolekurser, bland annat i Sverige 2007, då dock med varnande noter för användning med viss försiktighet.
Forskare kan få fler forskningsciteringar om begrepp som de har myntat och teorier som de har lanserat refereras på Wikipedia, enligt nedan.
Malmö universitet har skapat ett poddformat, Wiki 4-ever, där de bjuder in forskare och andra experter och utgår från uppslagsord i Wikipedia.

### Att kvalitetsbedöma en artikel

xkcd sätter en nitisk Wikipediaanvändare i ett nytt sammanhang, där denna begär att talaren på podiet uppger källa för ett påstående.

Wikipediaartiklar har mycket varierande kvalitet. Wikipediaartiklars trovärdighet vilar mycket på dess källor och på att ett stort antal personer bevakar, granskar och bidrar till artiklarna, medan andra uppslagsverk vilar på att dess författare är experter som anses vara auktoriteter på sina områden. En Wikipediaartikels tillförlitlighet kan bedömas bland annat genom att studera artikelns historik, som framgår av forskningsresultat nedan. En Wikipediaartikel som stämmer in på följande påståenden har således sannolikt hög trovärdighet:
- Många trovärdiga och aktuella källor.
- Inga kvalitetsvarningar såsom "källa behövs", "ej neutral synvinkel" eller "inaktuell".
- Stort redigeringsdjup, det vill säga många redigeringar av många bidragsgivare som håller artikeln uppdaterad.
- Stabil (endast relativt små ändringar på senare tid, inte pågående redigeringskrig).
- Status som utvald artikel indikeras med en  guldfärgad,  silverfärgad eller  grön stjärna längst upp i artikelns stationära vy (men inte i mobila vyn). Det innebär att artikeln har klassats som utmärkt, bra respektive rekommenderad efter granskning av flera Wikipediaskribenter, och således anses vara särskilt läsvärd, utförlig och tillförlitlig.

Dessa kriterier gör att den engelska språkversionen av Wikipedia (som har flest skribenter, flest artiklar och i allmänhet längre artiklar förutom om svenska förhållanden) bör ha fler trovärdiga artiklar än den svenska. Detta är också en vanlig uppfattning bland svenska läsare.
Också vanliga kriterier för källkritik kan tillämpas på Wikipediaartiklar.

### Att citera eller referera Wikipedia
Det är tillåtet att direkt kopiera stora delar av artiklarna eller enstaka bilder till en egen publikation, förutsatt att man publicerar den under samma licens som Wikipedia, CC BY-SA (en bild kan ligga under annan öppen licens), och anger källa till artikeln så som licensen kräver. Publicerar man inte under fri licens krävs att man kommer överens med upphovspersonerna, exempelvis med en fotograf, om ersättning. Referat av och korta citat från Wikipedia är tillåtna enligt citaträtten som från vilken som helst annan källa.
Eftersom Wikipedia bygger på tidskriftsartiklar, forskningspublikationer och böcker finns risk för rundgång av felaktiga uppgifter, om professionella författare och skribenter slarvar med att uppge källa då de hämtar uppgifter från Wikipedia.
Källhänvisning till Wikipedia måste vara tillräckligt exakt, så att läsare själv kan hitta artikeln och se artikelns författare i artikelhistoriken. Accessdatum är viktigt, eftersom Wikipediaartiklar förändras.
Källförteckningens källbeskrivning kan exempelvis utformas enligt följande om man använder Harvardsystemet som referenssystem:
Pancreas (2012). Engelskspråkiga Wikipedia.  http://en.wikipedia.org/wiki/Pancreas (Hämtad 12 februari, 2012.)
Vid IEEE- och Vancouversystemet kan källbeskrivning formateras enligt följande (om källan är nummer 2 i källförteckningen):
[2]   "Pancreas". Engelskspråkiga Wikipedia.
http://en.wikipedia.org/wiki/Pancreas (Hämtad 12 februari, 2012.)
Enligt Oxfordsystemet kan samma källbeskrivning utformas:
2Pancreas. Engelskspråkiga Wikipedia. http://en.wikipedia.org/wiki/Pancreas (Hämtad 12 februari, 2012.)
Alla versioner av sidorna på Wikipedia sparas. Därmed är det möjligt att länka till just den version av en artikel man använt. En länk till arkivversionen tillhandahålls i artiklarnas vänstermarginal.

## Teknik och tillgänglighet

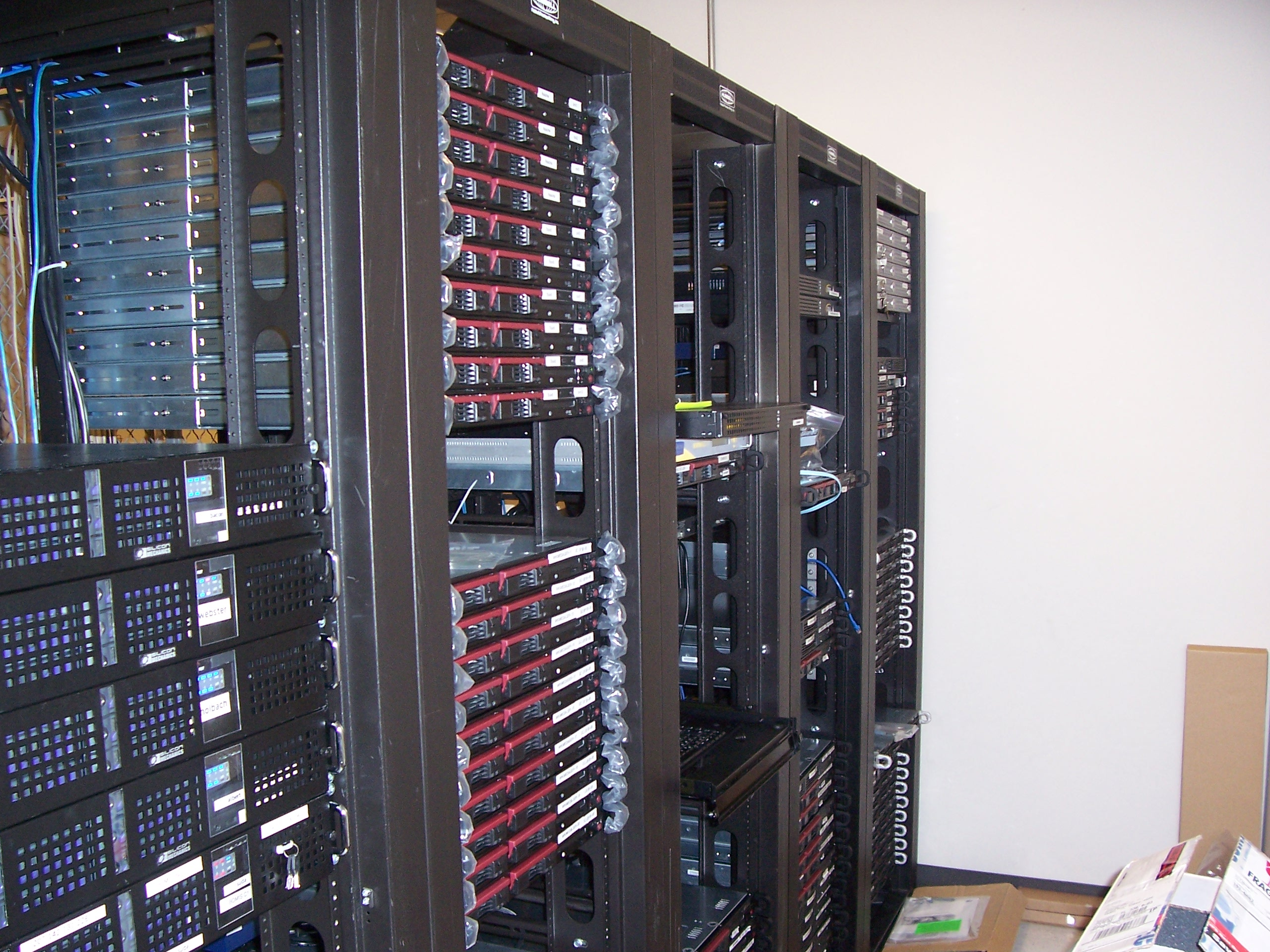
Wikimedias servrar.

2021 lanserades Wikispeech.

### Wikiprincipen
Den funktionsprincip som ligger till grund för projektet kallas wiki (hawaiiska för snabbt). Wikiprincipen avser att det går snabbt att hitta artiklar, att det är enkelt att ändra och länka samman artiklar, att publiceringen inte fördröjs av redaktionell granskning och godkännande samt att det går snabbt att återställa ändringar till en tidigare version av artikeln. En wiki är en webbserver och databasserver som möjliggör för ett stort antal människor att tillsammans redigera webbsidor via webbgränssnitt, och innefattar funktioner för artikelhistorik och versionshantering. En wiki har således stora likheter med ett webbpubliceringssystem. Viktiga skillnader är att i en wiki lagras sidorna i en icke-hierarkisk struktur, vilket underlättar sökning och länkning, samt att wikier traditionellt har saknat funktioner för att hantera linjeorganisationens arbetsflöden och beslutsgång för godkännande av publicering.

### Programvara och servrar
Wikipedia använder sig av den fria wikiprogramvaran MediaWiki som är licensierad under GNU General Public License (GPL). Från början använde Wikipedia en annan wikiprogramvara, UseModWiki, som också är licensierad under GPL.
Serverklustren finns (sedan januari 2013) i delstaten Virginia och har även speglade data i cacheservrar i datacenter i Amsterdam som bland annat betjänar Europa, i Singapore för Asien samt i San Francisco och Texas för Amerika. Tillsammans konsumerar de 2 GWh energi per år (år 2016), vilket motsvarar 700 tyska hushålls årsförbrukning.

### Typer av Wikipediasidor
Wikipedias webbsidor kan delas in i ett antal typer eller namnrymder, där de vanligaste är: 
- Artikelsidor – uppslagsverkssidor som nås genom att söka på uppslagsord, vilka i sin tur kan delas in i:
  - Egentliga artiklar
  - Förgreningssidor – listor över artiklar om olika ämnen med samma namn
  - Omdirigeringssidor – uppslagsord som omedelbart leder till en artikel med ett annat namn
- Kategorisidor – som listar artiklar och underkategorier inom ett visst ämnesområde (artikelns kategorier är inte synliga i mobila vyn)
- Portaler – översiktliga introduktioner till ämnen
- Användarsidor – där inloggade användare kan presentera sig
- Hjälpsidor – används inte på bl.a. svenskspråkiga Wikipedia
- Metasidor – sidor om Wikipedia, exempelvis: 
  - Policyer och riktlinjer som har överenskommits för Wikipedia
  - Manualsidor och Stilguide
  - Projektsidor där Wikipedias vidareutveckling diskuteras och
  - Essäer som återger enstaka användares förslag och uppfattningar om Wikipedia.
- Mallsidor – med innehåll som kan återanvändas i flera olika artiklar, exempelvis faktarutor, navigationsrutor och kvalitetsvarningar

För var och en av dessa sidor finns dessutom en diskussionssida, där främst sidans utformning (men inte dess ämne) diskuteras. Varje sida har en versionshistorik, där man ser vilken användaridentitet som har ändrat vad och när på sidan.

### Användargränssnitt för redigering
Wikipedias artiklar redigeras vanligen genom att man använder wikikod (wikitext), som är ett kompakt märkspråk. För nybörjare och andra som inte vill eller kan använda märkspråk finns sedan sommaren 2013 ett alternativt och enklare redigeringsgränssnitt – VisualEditor. VisualEditor nås genom att välja fliken Redigera ovanför artikeln, medan wikikoden redigeras genom att välja Redigera wikitext. Båda metoderna kan användas för att wikifiera artikeln, det vill säga för att infoga länkar till andra artiklar, fotnoter, kategorier, bilder, rubriker, tabeller och annan typografisk formatering.

### Koder och programspråk
Wikikod används även för att skapa mallar med innehåll som kan återanvändas i flera olika artiklar, och vars utformning kan anpassas med hjälp av olika parametrar. Mer komplicerad kodning av artiklar och mallar kan även göras i märkspråken html (för avancerad layout) och TeX (för matematiska formler) samt programspråket Lua (för att skapa programmoduler som kan användas i avancerade mallar, och som körs på Wikipediaservern istället för lokalt i webbläsaren).
Inloggade användare kan anpassa sitt användargränssnitt genom att välja mellan olika skal eller utseenden (stilmallar), och genom att aktivera olika finesser och användarskript (program skrivna i språket Javascript). Dessa lagras på Mediawikiservern men körs lokalt i användarens webbläsare. Skal och finesser aktiveras från inställningar på Wikipediamenyn.
Mediawikiprogramvaran och många av dess tillägg är skrivna i programspråket PHP. För att rapportera buggar och föreslå förändringar i mediawiki och tilläggen används ärendehanteringssystemet Wikimedia Phabricator.

### Gemensamt innehåll för alla språkversioner
Bilder och andra mediafiler lagras i allmänhet i filarkivet Wikimedia Commons, som är gemensam för alla Wikimedia-projekten, och kan användas också av utomstående. En del projekt, såsom finsk- och engelskspråkiga Wikipedia, har dessutom egna filer som inte kan användas i andra projekt; medan innehåll på Commons förutsätts vara fritt, tillåts i dessa projekt även proprietär media på basen av fair use (återgivningsrätt).
Länkar mellan språkversionerna (språklänkar eller interwikilänkar) lagras sedan 2013 centralt på databasen Wikidata istället för att läggas in med wikikod i varje språkversion av varje artikel. På Wikidata kan även siffror, namn och annan kvantitativ data (motsats till löpande text) lagras gemensamt för alla språkversioner. Data som är gemensamma för många språkversioner behöver på så sätt bara uppdateras på ett ställe. Data från wikidata länkas automatiskt in i allt fler av Wikipedias faktarutor. Visionen är att även listor, tabeller, diagram och kartor ska kunna skapas automatiskt för olika språk, något som emellertid kräver komplicerad programmering i sökverktyg som SPARQL(en) och Quarry. Ett enklare alternativ kan vara att lagra en tabelldatafil, exempelvis från ett kalkylark, på en sida i Wikimedia Commons datanamnrymd, vilket underlättar automatiskt skapande av diagram och kartor på olika språk.
Wikidata är dessutom utformad för att vara en del av den semantiska webben. Syftet är att underlätta för maskiner (exempelvis kalkylprogram, artificiell intelligens och bottar) att söka, tolka, analysera, visualisera och uppdatera data i Wikidata. Wikidata lagrar därför data på ett strukturerat sätt, tillsammans med semantisk information som beskriver datats betydelse och relationer (Exempel: Stockholm → är en instans av → huvudstad, Stockholm → tillhör den administrativa enheten → Stockholms län, Stockholm → grundades → 1187).

### Wikipedia för mobila enheter
Wikipedias ursprungliga användargränssnitt kallas dess stationära vy och är utformat för webbläsare på persondatorer, både stationära datorer och laptops, med relativt stora skärmar. Idag kan Wikipediasidor även läsas och redigeras från handhållna enheter såsom mobiltelefoner. Redan 2004 möjliggjorde Wapediatjänsten tillgång från mobiltelefoner via så kallade WAP-sidor (webbliknande teknik avsedd för mobiltelefoner med piltangenter och små skärmar). År 2006 och 2007 lanserades mobilanpassade Wikipedia-webbgränssnitt avsedda för mobila plattformar med enkla webbläsare. 
År 2009 öppnades en nyare version som idag är den officiella mobila vyn, avsedd för smartmobiler och surfplattor såsom Symbian-telefoner, iPhone-enheter och Android-enheter. Engelskspråkiga Wikipedias mobila vy har adressen en.m.wikipedia.org och svenskspråkiga mobila vyn sv.m.wikipedia.org. Även ett antal mobila appar för ändamålet finns.
Den mobila webbvyn accessas mer ofta än den stationära vyn, för svenskspråkiga Wikipedia sedan slutet av 2015, särskilt under semestermånader, och skillnaden växer. Mobila Wikipediaappar används bara för en bråkdel av accesserna.

### Wikipedia för konsoler
Wikipedia är även tillgängligt via spelkonsoler som Playstation 3, Nintendo Wii och Xbox 360. Där kan man ladda ner databasdumpar av åtminstone engelskspråkiga Wikipedia, men det är då den vanliga webbversionen av uppslagsverket och ingen speciellt utvecklad version.

### Censur, lagar och blockering
Wikipedia är i regel fritt tillgänglig i alla delar av världen där man har fri tillgång till internet. Wikipedia censurerar inte sig själv från provocerande eller stötande material, men modereras genom konsensusbeslut baserat på sin egen raderingspolicy. Dock är stiftelsen Wikimedia Foundation skyldiga att efter en tid radera innehåll som bryter mot amerikansk lag, eftersom servrarna är placerade där, nämligen upphovsrättsbrott, förtal, avslöjande av personuppgifter och brott mot barnskyddslagstiftning. Till skillnad från nätcommunities som har sina servrar i Sverige är Wikipedia egentligen inte skyldig att följa BBS-lagen, lagen om elektronisk kommunikation, med flera, men deras amerikanska motsvarigheter. Stiftelsens svenska avdelning arbetar emellertid även med europeisk lagstiftning, exempelvis dataskyddsförordningen Wikipedia påverkas sannolikt inte direkt av upphovsrättsdirektivet. I likhet med andra sociala medier saknar Wikipedia ansvarig utgivare  och utgivningsbevis i Sverige. 

Länder där Wikipediasajter är blockerade
Länder där Wikipediasajter varit blockerade
Länder där visst Wikipediainnehåll varit blockerat

Wikipedias ocensurerade innehåll, och att uppslagsverket inte behöver följa andra länders lagar än USA:s, har anförts som skäl när det blivit utsatt för restriktioner och blockeringar i vissa länder. Detta har främst skett i länder med internetcensur och inskränkningar i yttrande- och tryckfriheten, på senare tid i Folkrepubliken Kina ("Kinesiska brandväggen" bland annat sedan 23 april 2019) och Turkiet (från april 2017 till januari 2020 som skylldes på skriverier om Turkiets inblandning i Syriska inbördeskriget). I Nordkorea begränsas allmänhetens tillgång till utländska internetsajter. Tillfällig total blockering av vissa eller alla språkversioner av Wikipedia har skett i Iran (2 mars 2020 på grund av hur landets Coronahantering skildrades), Venezuela (i januari 2019), Uzbekistan (2007, 2008, 2012, 2016), Pakistan (2006 och 2010 på grund av hädelse), Syrien (2008–2009), Saudiarabien (2006), och Tunisien (2006).
Innan 2016 filtrerades vissa Wikipediasidor i Ryssland (om självmord och droger), Saudiarabien, Iran och Thailand. Efter att Wikipedia gick över helt till https-kryptering blev det tekniskt mycket svårt för internetleverantörer att filtrera specifika sidor, och dessa länder hävde då filtreringen. Krypteringen gör det dessutom mycket svårt att övervaka vem som läser vilken Wikipediaartikel. Istället arresterade Belarus wikipedianerna Mark Bernsjtejn i mars 2022 och Pavel Pernikaŭ i april 2022 för deras bidrag till ryskspråkiga Wikipediaartiklar om Rysslands invasion av Ukraina respektive till belarusiskspråkiga Wikipediaartiklar om Protesterna i Belarus 2020–2021 och om censur i Belarus.
Även i länder med hög grad av yttrandefrihet har censur och filtrering skett, såsom i Frankrike (inrikesdepartementets säkerhetstjänst försökte 2013 att censurera en artikel om en militär radiostation) och i Storbritannien (en artikel som innehöll en bild som kategoriserades som barnpornografi av organisationen Internet Watch Foundation blockerades av många internetleverantörer 2008). Lagförslag i Italien om förhandsgranskning av materialet på Wikipedia ledde till stor uppmärksamhet och förslaget drogs tillbaka.

## Deltagande

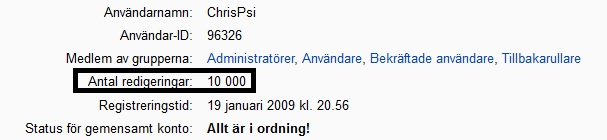
Skärmdump som visar användare med 10 000 redigeringar

Wikipedia kan redigeras av vem som helst. Detta gör att encyklopedin är beroende av ett stort antal välmenande skribenter som på frivillig basis håller efter den lilla grupp av skribenter som på olika sätt ställer till problem. Det sätt genom vilket materialet på Wikipedia skapas leder även till problem då felaktig och vinklad information kan läggas till. Grundtanken är dock att de flesta användare är intresserade av att bevara och skydda Wikipedia och att dessa därför snabbt kommer att återställa efter klotter och bidrag som inte anses hålla tillräckligt hög standard. Arbetssättet bygger även på idén att samarbete och diskussion mellan alla användare leder till att gruppen i helhet utvecklas och att konsensus om vad som räknas som neutralt kan uppnås även i svårare frågor. Grundtankarna går alltså tvärt emot idén om att publiceringen av kunskap bör begränsas till en liten grupp utvalda och speciellt kunniga personer som producerar material i en hierarkisk arbetsdelning.

### Administration och klottersanering
En del användare har användarbefogenheter som ger dem tillträde till särskilda verktyg som underlättar arbetet mot klotter, vandalisering och konflikter. Exempelvis väljs vissa användare till administratörer, som tillfälligt eller tillsvidare kan blockera användare som inte respekterar riktlinjer och konsensusbeslut. Administratörerna kan också hindra anonyma användare, eller icke-administratörer, från redigering av sidor som ofta är föremål för attacker eller konflikter. Gemenskapen poängterar att administratörerna inte skall tillmätas större auktoritet i sak, utan endast stödja själva processen.
Flera stora Wikipediaversioner, dock ej den svenska, har infört moderering genom funktionen "flagged revisions", alltså att ändringar som görs av nya eller icke inloggade användare inte visas omedelbart för icke inloggade besökare utan fördröjs tills någon tillförlitlig etablerad användare har granskat och godkänt dem.

### Innehållsstyrande riktlinjer och grundprinciper
Innehållet i Wikipedia omfattas av juridiska skäl av lagstiftningen (särskilt lagen om upphovsrätt) i Virginia där Wikipedias servrar numera befinner sig. Utöver detta är Wikipedias redaktionella principer sammanfattade i de så kallade "fem pelarna", och många policyer och riktlinjer syftar till att utforma innehållet på lämpligt sätt. Även dessa regler finns lagrade i wiki-form, och Wikipedia-skribenter kan skriva och revidera dessa policyer och riktlinjer. Dessa riktlinjer och policyer tillämpas genom att Wikipedia-skribenterna kan ta bort, märka eller ändra artikelmaterial som inte uppfyller dem. De regler som de icke-engelska utgåvorna av Wikipedia har baseras ofta på en översättning av reglerna på den engelskspråkiga Wikipedia och skrivs i Sverige utifrån lokala svenskspråkiga diskussioner.
Wikipedia är också en internetgemenskap. Som sådan har den utvecklat en egen kultur och egna traditioner, och de sammanfattas i fem grundprinciper:

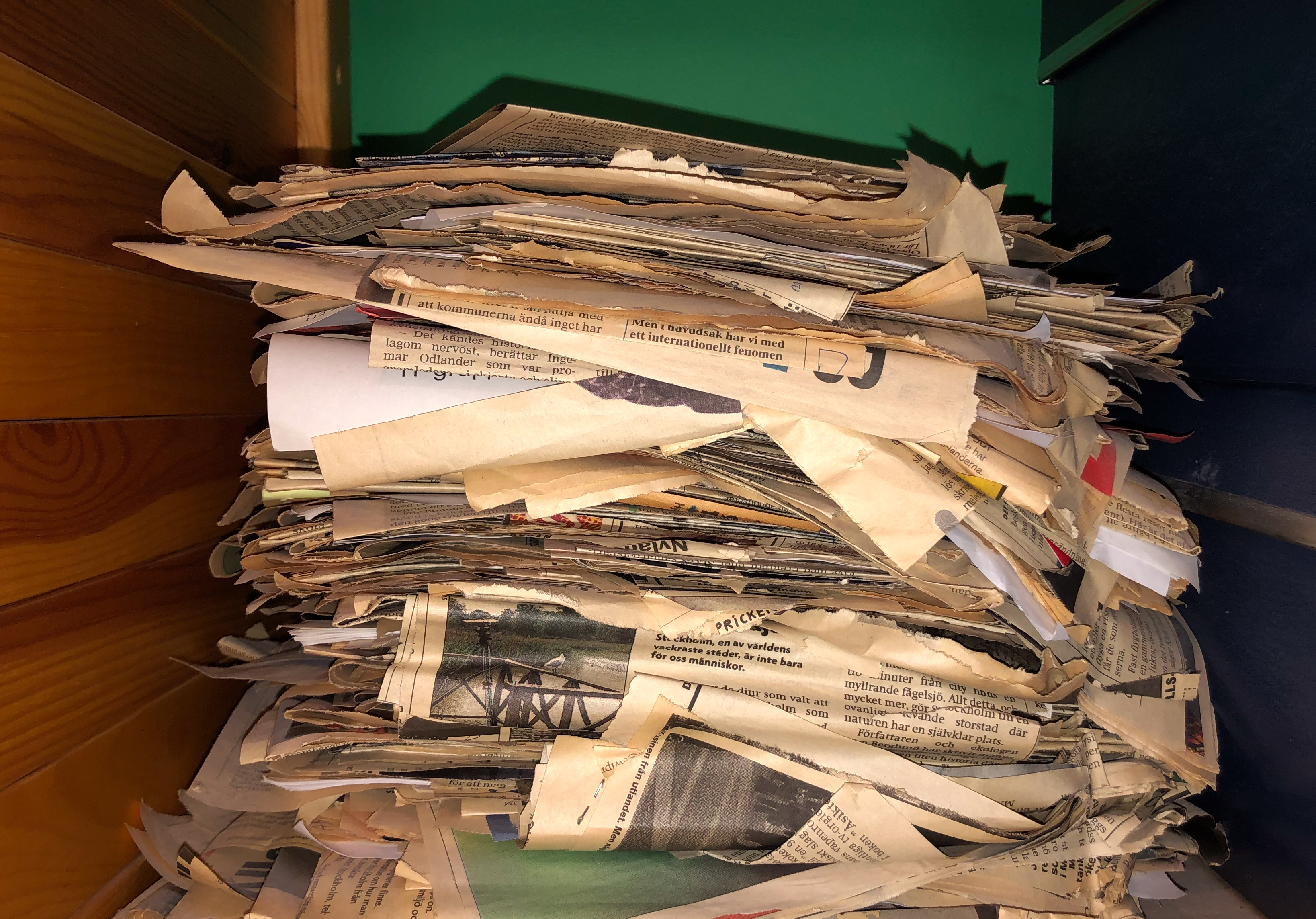
Aktiva användare på Wikipedia använder bland annat tidningsartiklar i sitt researcharbete inför nya wikipediaartiklar.

1. Projektet är ett uppslagsverk. Det bör endast innehålla ämnen som passar i ett uppslagsverk, information som kan verifieras i trovärdiga, publicerade källor och uppgifter som är av så stort allmänintresse att ett flertal författare kan bidra till ämnet och bevaka artiklarnas kvalitet. Artiklar som inte uppfyller dessa kriterier kan raderas. I praktiken har Wikipedia dock ett bredare utbud av artiklar än tryckta uppslagsverk.
2. Projektet har öppet och fritt innehåll (Wikipedia använder sig av copyleftlicensen Creative Commons CC-BY-SA 4.0). Bilder och texter som bryter mot upphovsrätten får inte förekomma på Wikipedia utan raderas. Projektet drivs som en wiki, vilket betyder att alla artiklar (med några få undantag) kan redigeras av vem som helst, när som helst, och att vem som bidragit framgår av artiklarnas historik. Det är fritt att använda Wikipedias texter i egna skrifter så länge man följer licensen.
3. Wikipedia har etikettregler. Författarna bör vara sakliga vid diskussioner, undvika konflikter och personangrepp, respektera konsensusbeslut och inte vandalisera. I annat fall kan användaridentiteten eller IP-adressen blockeras. Skrivandet diskuteras och beskrivs på – allmänt tillgängliga – sidor som inte ingår i själva uppslagsverket. Här finns både diskussionssidor för enskilda artiklar och mer övergripande sidor. De flesta språkversionerna har en sida för allmän diskussion kring arbetet med Wikipedia – den på svenskspråkiga Wikipedia heter Bybrunnen.
4. Wikipedia har inga fasta regler, utöver målet att skriva en fri encyklopedi, utan endast riktlinjer som ständigt revideras för att återspegla den praxis som utvecklas. Riktlinjerna beskriver vad som kan raderas, vilken språklig stil man bör använda, hur beslut tas och mycket annat. Riktlinjerna kan ignoreras när man bedömer att gemenskapen inte kommer att invända och att handlingen förbättrar uppslagsverket. Nybörjare behöver inte känna till riktlinjerna, utan också de uppmuntras att vara djärva och att förbättra uppslagsverket enligt eget omdöme.
5. Principen skriv från en neutral utgångspunkt, ofta förkortad NPOV av engelskans neutral point of view, innebär att Wikipedia-artiklar inte ska ta ställning. De ska inte vara vinklade utan återspegla alla signifikanta aspekter av ett ämne. Författare bör ha ambitionen att presentera idéer och fakta så att både anhängare och kritiker kan vara överens om formuleringen.

### Möten mellan deltagare

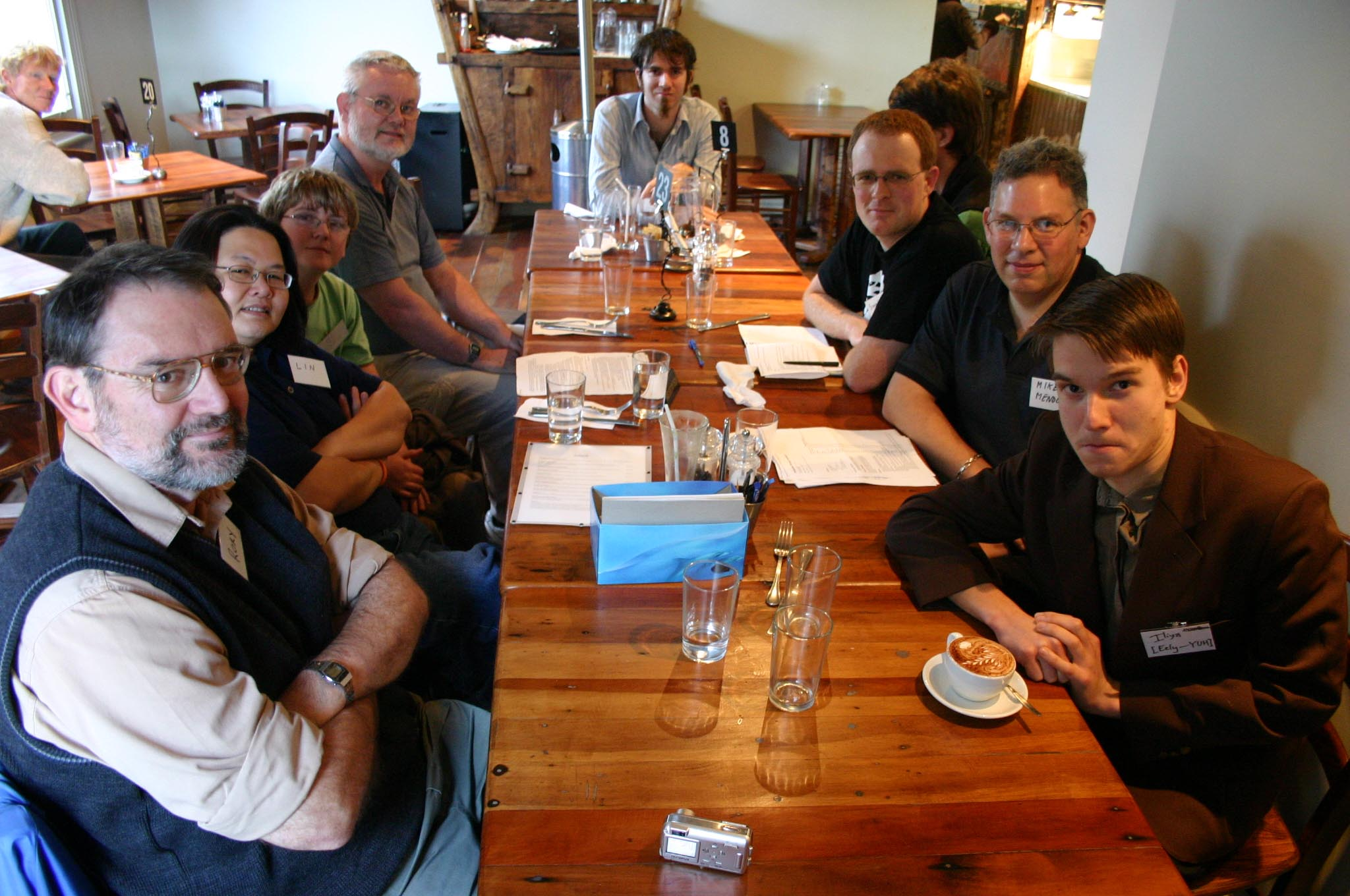
Wikiträff på ett kafé 2007 i Auckland, Nya Zeeland.

De olika språkversionerna av Wikipedia fungerar som stora internetbaserade grupparbeten, med målet att skapa en encyklopedi. Kontakter och diskussioner mellan medlemmarna i grupparbetet sker i regel i samma gränssnitt, via artiklarnas eller användarnas diskussionssidor eller genom de olika deltagarportalerna.
Förutom samarbetet och diskussioner online, arrangeras olika sorters fysiska träffar mellan Wikipediaanvändare. I USA finns exempelvis Great American Wiknic, en årlig Wikipediaträff som under sommaren anordnas i flera amerikanska städer.
Ibland samlas Wikipediaanvändare lokalt till olika specialevenemang med syftet att bidra till projektet, exempelvis genom att ägna en dag åt fotografering av ett område ("fotosafari") eller för att redigera tillsammans på en skrivstuga. Skrivstugor har ofta specifika teman, där Wikipediaartiklar om kvinnor är ett särskilt vanligt tema. Lokalt anordnas ofta mindre och informella träffar på exempelvis något café eller pub. På svenskspråkiga Wikipedia kallas dessa möten Wikifika eller Wikipub.

## Kvalitet och trovärdighet
Wikipedias trovärdighet, både jämfört med andra uppslagsverk och andra specialiserade källor, kan analyseras på olika sätt, bland annat genom blindtester av experter, genom statistik, genom analys av historiska mönster och genom att analysera styrkor och svagheter i wikimodellen. På Wikipedia finns ingen redaktion utan allt arbete utförs av mestadels anonyma frivilliga, vilket kan förväntas påverka tillförlitligheten negativt. Å andra sidan finns det fler som kan rätta felen.

### Politisk neutralitet
År 2014 mätte forskare vid Harvard Business School hur politiskt vinklat språket är (andelen ideologiskt laddade formuleringar) i 70 000 engelskspråkiga Wikipediaartiklar om politik. De mätte också artiklarnas neutralitet i form av balansen mellan antal formuleringar som är vanliga bland USA:s demokrater (exempelvis “poor people”, “tax breaks” och “change the rules”) respektive konservativa (“illegal aliens”, “death tax” och “border security”). De utvärderade även motsvarande artiklar i det traditionella uppslagsverket Encyclopedia Britannica, i syfte att jämföra neutraliteten av kollektivt författad information med expertgenererat material.
Artikelhistoriken visade att Wikipediaartiklar i ett tidigt skede ofta har ett vinklat språk, och kan växla mellan i huvudsak vänster- och högervinkling under tidens gång, men de artiklar som har redigerats flest gånger (tusentals gånger) har försumbara skillnader i vinkling och neutralitet jämfört med Encyclopedia Britannicas motsvarande artiklar, och är dessutom mer fördjupade. Bidragsgivare till Wikipedias politikartiklar som har formulerat sig radikalt tenderar att förändra sitt sätt att skriva så att deras bidrag efter några år innehåller märkbart färre ideologiskt laddade formuleringar. Emellertid är antal redigeringar av en Wikipediaartikel endast svagt korrelerat med antal läsare av artikeln – många populära artiklar är nya och har omarbetats få gånger. Detta gör att ur läsarens synvinkel är fortfarande engelskspråkiga Wikipedias politikartiklar mer vinklade än Encyclopedia Britannicas artiklar, något oftare mot vänster än höger, men att balansen är olika för olika ämnesområden.
Wikipedia bedöms dock vara betydligt mer neutral än kollektivt och användargenererat material i allmänhet på Internet (bloggar, sociala nätverk, diskussionsforum, kommentarsfält och andra wikier), sannolikt därför att de senare skrivs av mindre communities än Wikipedia och har färre innehållsstyrande policyer. Därför är dessa avsevärt mer känsliga för starka uppfattningar och kontroversiella påståenden som framförs av dominerande bidragsgivare. Wikipedias diskussionsforum karaktäriseras, trots redigeringskrig och kritik för pedanteri och sexism, tvärtom av sansade diskussioner mellan meningsmotståndare som hittar gemensam konsensus, och även vid djupt kontroversiella ämnen. Med hänvisning till denna forskning har debattörer därför beskrivit Wikipedia som en möjlig lösning på internets största problem med osaklig polarisering och desinformation.

### Analys av hur snabbt vandalism återställs
Då Wikipedia är öppet för gemensam redigering och kan redigeras anonymt bedöms Wikipedias trovärdighet ofta efter hur fort felaktig eller missvisande information som avsiktligen har lagts in raderas.
På engelskspråkiga Wikipedia gjordes en undersökning 2007 som visade att ca fem procent av det som skrivs på Wikipedia är klotter men att det har tagits bort inom en mediantid på 14 minuter, men i enstaka fall kan ligga kvar i flera år utan att upptäckas. Risken att den artikelversion man läser innehåller klotter beräknades till cirka 0,004 procent.

### Jämförelse med Encyclopædia Britannica
En undersökning som publicerades 2005 i tidskriften Nature visar att när det gäller artiklar om vetenskapliga ämnen var engelskspråkiga Wikipedia nästan lika korrekt som Encyclopædia Britannica. Wikipedia hade också ungefär samma antal allvarliga fel i artiklarna. Uppgifterna har ifrågasatts av Encyclopædia Britannica.

### Jämförelse med svenska Nationalencyklopedin
I en jämförelse utförd av Svenska Dagbladet 2006 där nio experter granskade varsin av nio artiklar mellan Nationalencyklopedin och svenskspråkiga Wikipedia var Nationalencyklopedin bäst i sex fall och Wikipedia var bäst i tre fall. Statens medieråd skrev (i en icke daterad artikel tillgänglig 2015) att "De stickprov som gjorts visar dock på små skillnader. Där NE vinner i tillförlitlighet vinner Wikipedia i aktualitet. Man ska dock tänka på att vissa texter på Wikipedia bara är påbörjade medan andra kan vara betydligt mer utvecklade än innehållet i NE." Ungefär ett år senare togs formuleringen om tillförlitlighet och aktualitet bort i en senare version av artikeln.

### Granskning av ämnesexperter
Den 24 oktober 2005 publicerade brittiska The Guardian en artikel med titeln ”Can you trust Wikipedia?” ('Kan man lita på Wikipedia?') där en panel av experter ombads granska sju artiklar som berörde deras specialområden och betygsätta artiklarna med 0-10 poäng. Alla artiklarna fick mellan 0 och 8 poäng, men de flesta fick mellan 5 och 8 poäng.
Den vanligaste kritiken var:
1. Torftigt språk eller språk som var svårt att läsa (3 fall).
2. Förbiseenden eller felaktigheter (3 fall).
3. Dålig balans i en artikel, då ett mindre viktigt område fick mer uppmärksamhet än det borde, eller då ett väldigt viktigt område inte fick den uppmärksamhet det borde (1 fall).

Det vanligaste berömmet var:
1. Faktamässigt sund och korrekt, inga uppenbara felaktigheter (4 fall).
2. Mycket användbar information och väl utvalda länkar gör det möjligt att "få tillgång till mycket information snabbt" (3 fall).

## Kritik
Kritik och skepsis mot Wikipedia har funnits sedan start, och var särskilt framträdande när allmänheten först började upptäcka fenomenet och olika incidenter inträffade första gången. Eftersom engelskspråkiga Wikipedia är den största språkupplagan tar mycket av kritiken sina exempel därifrån. Till de skarpaste kritikerna hör ofta personer vars bidrag till Wikipedia har raderats. Wikipedia får kritik för att artiklarnas tillförlitlighet är blandad och för att vissa artiklar är mycket korta eller har knapphändigt med källhänvisningar. Wikipedia får kritik för att författarna i hög grad är västerländska män, ofta med akademisk bakgrund, och att balansen mellan artikelämnen och perspektiv kan påverkas av dessa författares intresseområden.

### Klotter och vandalism
Wikipedias öppenhet gör den mottaglig även för redigeringar som inte är välmenade. Eftersom öppna nätverk fortfarande är en ny företeelse för de flesta, är många besökares första redigering rent klotter - de testar om "Redigera den här sidan" verkligen är det den ger sig ut för att vara. Många användare upptäckte Wikipedia på liknande sätt och eftersom klotter är lätt att ta bort är toleransen också ganska hög gentemot företeelsen. Det tar inte lång tid innan uppenbart klotter är borttaget.
Däremot tolereras inte avsiktlig vandalism. Användare som kontinuerligt förstör artiklar kan utestängas från framtida deltagande i projektet genom att en administratör blockerar deras användarkonto eller IP-adress. En tidig studie gjord av IBM 2003 visade att vandalism i genomsnitt tas bort mycket snabbt, men i enstaka fall kan ligga kvar mycket länge. En annan tidig studie (från 2007) som mätte sidvisningar på engelskspråkiga Wikipedia med felaktigt vandaliserat innehåll kom fram till att 42 procent av allt klotter eller vandalism återställdes innan det hunnit ses av icke inloggade användare.
Ett annat beteende som ofta ses som ett problem är bidragsgivare som använder flera användarnamn utöver sitt egentliga i vilseledande syfte. Dessa kallas sock puppets eller marionetter.

### Partiskhet
Grundaren Larry Sanger övergav tidigt projektet, och har sedan dess varit en av dess kritiker. Han menar, i blogginlägg från våren 2020 och 2021, att Wikipedia allvarligt lider av bristande neutralitet därför att man enligt honom har övergett principen om att återge många perspektiv och att inte ta ställning. Engelskspråkiga Wikipedia har istället börjat tillämpa en princip om att undvika falsk balans, och har objektivitet och rationalitet som ideal snarare än neutralitet, och tar därför ställning för etablerade vetenskapliga uppfattningar. Enligt Sanger framställs därför minoritetsuppfattningar bland forskare ibland som pseudovetenskap. Sanger ger även exempel på icke-vetenskaplig religionskritik som har fått utrymme, och på att Wikipedia enligt honom ger liberala och vänsterpolitiska perspektiv från mainstream media större utrymme än konservatism och högerperspektiv. Se även ovanstående forskningstudie som mäter Wikipedias politiska neutralitet.
Wikipedia har anklagats för att ha en tendens att täcka vissa ämnen oproportionerligt i förhållande till hur viktigt ämnet är. I en intervju med The Guardian 2004 sade Dale Hoiberg, Encyclopædia Britannicas chefredaktör, om engelskspråkiga Wikipedia:
"People write of things they're interested in, and so many subjects don't get covered; and news events get covered in great detail. The entry on Hurricane Frances is more than five times the length of that on Chinese art, and the entry on Coronation Street is twice as long as the article on Tony Blair."
("Folk skriver om det som de är intresserade av, så många ämnen täcks inte in, och nyheter beskrivs väldigt detaljerat. Artikeln om orkanen Frances är mer än fem gånger så lång som den om kinesisk konst, och artikeln om Coronation Street är dubbelt så lång som den om Tony Blair.")
Intervjun publicerades 26 oktober 2004. 28 mars 2005 hade artikeln om kinesisk konst blivit tre gånger så stor som den om orkanen Frances, underartiklar ej inräknade, och artikeln om Tony Blair var 50 % större än den om Coronation Street. Wikipedias förespråkare pekar på sådana exempel för att visa att vinklingarna kommer att bli mindre med tiden, medan motståndare anser att just dessa artiklar fick extra uppmärksamhet på grund av intervjun, och att ökningen inte gäller alla artiklar.[källa behövs]

### Plagiat
År 2006 listade hemsidan wikipedia-watch.org ett dussintal plagieringar gjorda av redaktörer på den engelska versionen av Wikipedia. Jimmy Wales som varit med och grundat Wikipedia sade i detta sammanhang: "Vi måste hantera sådana händelser på fullaste allvar, utan nåd, eftersom denna typ av plagiering strider till 100 % mot alla våra grundläggande principer.

### Sexuellt innehåll
Wikipedia har kritiserats, bland annat av Larry Sanger, för att tillåta sexuellt innehåll i sina artiklar, bland annat bilder och filmer av onani och ejakulation samt även foton från pornografiska filmer i flera artiklar. Kritikerna menade att sexuellt innehåll visas för frikostigt på Wikipedia och att bilderna är för lättåtkomliga för barn som eventuellt använder Wikipedia i sitt skolarbete. Våren 2010 rapporterade Larry Sanger Wiikipedia till FBI för att de sprida bilder med bland annat barnpornografiskt innehåll.
Exempelvis visas det kontroversiella originalomslaget till albumet Virgin Killer av bandet Scorpions på engelska Wikipedia. Omslaget föreställer en naken minderårig flicka. 2008 blockerades artikeln under fyra dagar av de flesta av Storbritanniens internetleverantörer. Detta efter att den rapporterats som barnpornografi av ”The Internet Watch Foundation”, en ideell organisation som letar efter olagligt innehåll på Internet och samarbetar med bland annat brittisk polis. De ansåg då att införandet av bilden i artikeln var ”smaklöst”.
Efter att Wikipedias medgrundare Larry Sanger pekat ut vad han ansåg vara fall av barnpornografi i Wikipedias bildbank Wikimedia Commons, tog Wikipedias andra grundare Jimmy Wales hastigt bort flera bilder med sexuellt innehåll, inklusive sakligt material, utan att konsultera användarna i stort. Åtgärden kritiserades kraftigt och ledde bland annat till att Jim Wales under våren 2010 frivilligt gav upp en del av de privilegier han haft som grundare.

### Intressekonflikter avslöjade av Wikiscanning
Under 2007 utvecklade CalTech-studenten Virgil Griffith webbtjänsten "WikiScanner" som samkör flera register. Därigenom upptäcktes det att olika organisationer, till exempel CIA, Vatikanen och Astra Zeneca redigerat vinklat i artiklar som rörde deras respektive områden. Generellt betraktades företagens beteende som dåligt, medan Wikiscanner spåddes få stor betydelse för att övervaka kvaliteten på Wikipedia.
WikiScanning-historien uppmärksammades av The Independent, som fastslog att många censureringar, som gjorts på en rad Wikipediaartiklar av användare med egenintresse, hade upptäckts:
| ” | Wikipedia hyllades som ett genombrott i demokratiseringen av kunskap. Men encyklopedin har sedan kapats av krafter som bestämde att vissa saker bäst lämnades okända […] Nu har webbsidan som designats för att övervaka ändringar som gjorts på Wikipedia, funnit tusentals redigeringar som gjorts i egenintresse och spårat dem till deras ursprungliga källa. Det har visat sig vara oerhört pinsamt för mängder av politiska propagandamakare och olika bolags revisionister som trodde att deras censuringrepp hade gått obemärkt förbi. | „ |
| – Robert Verkaik (18 augusti 2007). ”Wikipedia and the art of censorship”. London: The Independent. Arkiverad från originalet den 9 januari 2009. https://web.archive.org/web/20090109005336/http://news.independent.co.uk/sci_tech/article2874112.ece. Läst 27 augusti 2010. | |   |

### Encyklopedisk relevans
Wikipedia har kritiserats för att ha löst definierade krav på vilka ämnen som anses vara tillräckligt kända att det är relevanta för uppslagsverket och kan få egna artiklar utan att raderas. Författaren Nicholson Baker skrev i The New York Review of Books att diskussionen kring vad som är relevant är så kontroversiell att ingen kan bilda sig en klar uppfattning och hävdade att artiklar om ämnen som borde vara relevanta lätt raderas.

### Kritik i traditionella medier
Wikipedia har kritiserats för att en liten grupp människor står för den största delen av innehållet.

### Könsobalans
Wikipedia har kritiserats för att artiklar om kvinnor eller ämnen som intresserar kvinnor i större utsträckning än män är underrepresenterade på Wikipedia. Den kvinnliga andelen bland biografiska artiklar hade dock mellan 2014 och 2023 stigit från 15,5 till 20 procent.
En enkät utförd 2018 av Wikimedia Foundation visade att 90% av redigerarna var män, 8,8% kvinnor och 1% ickebinära. Andra undersökningar har visat på procenttal på 13 (globalt) och 15 (i USA). En undersökning 2013 talade om fördelningen på 90/10 procent (män/kvinnor) som för de mest aktiva redigerarna.

### Ojämn kvalitet
Mätningar av Wikipedias neutralitet visar att det kan krävas ett mycket stort antal bidrag (ofta tusentals) för att en Wikipediaartikel ska uppnå kvalitet som är jämförbar med en expertförfattad uppslagsverksartikel. Det kollaborativa skrivandet är därmed ineffektivt, och gör att nyskapade artiklar och artiklar som inte har många bidragsgivare kan ha stora brister. Auktoritetsbristen och avsaknad av expertgranskning innebär att en kvalitetssäkring saknas av artiklarnas lägstanivå.
När nya bidrag görs till Wikipedia handlar det ofta om små delar eller delar av en sida som ej utsätts för granskning. Hög- och lågkvalitetsändringar kan då blanda sig i samma artikel. Till exempel sa historikern Roy Rosenzweig: "Rent generellt är själva skrivandet Wikipedias akilleshäl. Grupper skriver sällan bra och bidragen på Wikipedia är ofta av ojämn kvalitet som beror på att meningar och stycken skrivna av olika personer har sammanfogats."
Även om en artikel är faktamässigt korrekt kan den lida av andra kvalitestsbrister, exempelvis att språket har bristande läsbarhet, ibland så att det ser ut som att den har maskinöversatts flera gånger.  Orsaken kan vara att olika delar har redigerats av olika bidragsgivare med olika grad av språkliga färdigheter och olika syn på hur tekniskt detaljerat språket ska vara. I mindre språkversioner av Wikipedia kan bristerna bero på att mycket av innehållet kommer från översättningar av gamla versioner av Wikipediaartiklar på andra språk, och från nationell nyhetsmedia, i stället för från aktuella auktoritativa källor. Översättningen kan vara bristfällig och kvalitetsbrister kan ligga kvar länge om få kontrollerar artikeln.

### Olämpligt som källmaterial (auktoritetsbrist)
Bibliotekarien Philip Bradley säger i en intervju med The Guardian i oktober 2004 att "Det huvudsakliga problemet är bristen på auktoritet. Med tryckta publikationer måste utgivaren se till att den information denne publicerar är sanningsenlig då deras levebröd hänger på det." 
Encyclopædia Britannicas före detta chefredaktör Robert McHenry och Paul Vallely har även de noterat att Wikipedias läsare inte kan veta vem som skrivit artikeln de läser - den kan vara skriven av någon som inte är en expert på ämnet. McHenry har också framfört att Wikipedia faller på att den säger sig vara en encyklopedi, ett ord som inger en auktoritet och pålitlighet som är oförenligt med koncepten öppenhet och wiki.
Larry Sanger, Nupedias förre chefredaktör, har i en intervju med Kuro5hin sagt att ett av Wikipedias stora problem är den "anti-elitism" som finns.
Wikipedia ber användarna att verifiera innehållet genom att uppge och kontrollera källor. Dessa kan i praktiken vara bloggar, och ibland kan det visa sig att en artikel på Wikipedia verifieras genom att innehållet kontrolleras mot en källa, som i sin tur har använt Wikipedia som källa utan att uppge detta. I en magisteruppsats har det visat sig att över 90 procent av de gymnasieelever som ingick i undersökningsgruppen ser förekomsten av källor som det främsta kriteriet i bedömningen av en artikels tillförlitlighet. Ett betydligt mindre antal elever, bara två procent, tycker att författaren till artikeln är viktig. Detta skiljer sig därför markant från andra uppslagsverk, där till exempel en aktad författare eller forskare kan anses som en trovärdig källa.

### Övrig kritik
I "Cult of the Amateur – How Today’s Internet is Killing Our Culture and Assaulting Our Economy", berättar IT-entreprenören Andrew Keen om sitt missnöje med Wikipedia. Han menar att de amatörer som skriver på sidan växer på bekostnad av forskare och experter. Detta bidrar till en disharmoni när webben utvecklas och författaren får ett samspel med publiken. Gränsen mellan amatör och expert suddas ut då amatörernas bloggar eller redigeringar inte alltid är kvalitetssäkrade, utan helt enkelt det som blir det mest intressanta och som då hörs mest. Han menar dock inte att det är den öppna tekniken, där alla är välkomna som användare som är problemet, utan själva implementeringen - det krävs en balansgång mellan öppenheten och auktoriteten.

## Akademiska studier av Wikipedia

### Forskares bidrag till Wikipedia
Under åren har det inletts flera projekt för att få forskare att hjälpa till att stärka kvaliteten i Wikipedias artiklar. Wikipedias regler tillåter inte  originalforskning och att nya begrepp myntas där, utan de måste först ha publicerats, men nya begrepp kan få större spridning om de nämns på Wikipedia, och forskaren som har myntat begreppet kan därmed bli citerad mer ofta i studentuppsatser och vetenskapliga publikationer. Undersökningar (bland annat 2017) har visat att ord som presenterats i Wikipedia-artiklar senare ofta kan dyka upp i akademiska uppsatser. Den akademiska tidskriften RNA Biology började 2008 koppla samman artikelskrivandet i tidskriften och dess relaterade databas med skrivandet på Wikipedia.

### Studenters bidrag till Wikipedia
I bokkapitlet "Wikipedianer: om Wikipedia i undervisningen" i antologin "Pedagogiskt arbete i teori och praktik: om bibliotekariens roll för studenters och doktoranders lärande" (red. Birgitta Hansson & Anna Lyngfelt) skriver högskolebibliotekarien Jan Hjalmarsson om hur Wikipedia kan användas i högre utbildning för att träna studenterna i att jämföra källor, diskutera och problematisera olika typer av digitala källor. Han beskriver hur han har arbetat med Wikipedia i undervisningen inom etnologiämnet på Södertörns högskola, och hur studenterna fick en uppgift som innebar att skulle skriva/redigera artiklar på Wikipedia om olika för etnologiämnet relevanta vetenskapliga begrepp som t.ex. subkultur, motkultur, genus och intersektionalitet. Ett annat exempel på hur studenterna kan arbeta med Wikipedia inom ramen för sina högskolestudier beskrivs i artikeln "Bildning för vår tids bibliotek" skriven av Karin Grönvall och Jan Hjalmarsson där de lyfter fram ett samarbete med ämnet marinarkeologi på Södertörns högskola.

### Könsfördelning och demografi
Den globala enkätundersökningen Wikimedia General User Survey 2009 genomfördes under hösten 2008 bland besökare av 21 språkversioner av Wikipedia, främst den engelska, tyska och spanska versionen, dock ej den svenska versionen. Deltagarna i enkäten var boende i 228 olika länder. 1,14% var från Sverige. Av enkätsvaren var 35% Wikipediaförfattare (i huvudsak icke regelbundna bidragsgivare), medan 65% läste Wikipedia utan att bidra. 0,98% var dessutom administratörer. 12,8% av författarna och 31,2% av läsarna var kvinnor. Deltagarna var i åldrarna 10–85 år. Medelåldern bland författarna var 26,8 år, och bland läsarna 25,3 år. Gällande högsta examen som Wikipediaförfattarna hade uppnått hade 4,6% doktorerat, 15,1% hade högst uppnått masters/magisterexamen, 28,4% högst kandidatexamen, 33,4% endast gymnasieexamen, och 12,4% endast grundskoleexamen. Enligt en artikel i DN är bara drygt 10 procent av de som bidrar till Wikipedia kvinnor.
I en studie bland internetanvändare som genomfördes under 2007 av Hitwise (australiskt marknadsundersökningsföretag) och som även återgavs i tidningen Time, fann man att Wikipedias besökare var nästan jämnt fördelade mellan män och kvinnor men att 60% av alla redigeringar gjordes av män. 2018 rapporterade The Guardian att studier visar att endast 16% av redigerare på Wikipedia är kvinnor.

### Diskussionssidor
I konferensartikeln "Talk before you Type: Coordination in Wikipedia" har artiklarnas diskussionssidor undersökts. Författarna har klassificerat sidorna i elva olika kategorier: koordinering av redigering, fakta som saknas, klotter, policy och riktlinjer, länkar till interna Wikipediaresurser (andra diskussionssidor), "off topic", omröstningar, granskning för artikelrekommendation, "infobox", bilder och övrigt. Författarna menar att en del strategisk planering av artikelredigering sker genom diskussionssidorna. I en tidigare artikel hade samma författare presenterat diskussionssidorna som en arena enbart för konfliktlösning. Författarna hävdar också att samtalet i diskussionssidorna är formaliserat (vissa etikettregler finns, som att signera sina inlägg) och policydrivet (referenser till riktlinjerna förekommer ofta).

### Policyer och riktlinjer
En beskrivande studie som analyserade engelskspråkiga Wikipedias policyer och riktlinjer fram till september 2007 identifierade en del intresseväckande statistik:
- 44 officiella policyer
- 248 riktlinjer

Även om grundprincipen "Strunta i reglerna" (ignore-all-rules) endast är sexton ord lång på engelskspråkiga Wikipedia så är sidan som förklarar policyn över femhundra ord lång. Den hänvisar läsarna till sju andra dokument, den har genererat över 8 000 ord av diskussion och har redigerats över 100 gånger under mindre än ett år.
Studien jämförde även utvecklingen av policyer i form av tillförda ord jämfört med när de först skrevs:
- Ignore all rules: 3 600 % (inklusive övriga dokument som förtydligar)
- Consensus: 1 557 %
- Copyrights: 938 %
- What Wikipedia is not: 929 %
- Deletion: 580 %
- Civility: 124 %

Siffran för "deletion" ansågs ej vara rättvis och heltäckande då policyn har delats upp i flera underpolicyer.

### Anonymitet
Wikipedia gör det möjligt att redigera anonymt. De som redigerar måste inte uppge sin identitet, eller ens en e-postadress. En studie från 2007 vid Dartmouth College av franskspråkiga och nederländska Wikipedia, pekar på att i motsats till det förväntade sociala mönstret, var de som redigerade anonymt några av de mest produktiva bidragsgivarna av innehåll med hög klass. 
Förklaringen till detta skulle enligt forskarna ligga i att förutsättningarna för att producera det som man kan kalla för ”allmän egendom” (collective goods) är så annorlunda vad gäller Wikipedia, jämfört med andra sammanhang. Det anses allmänt bland sociologer att det behövs en kritisk massa när en heterogen grupp med individer med både olika förutsättningar och motivation ska komma igång med att producera ”allmän egendom”.
Denna uppnås med det produktionssätt som till exempel Wikipedia har på ett enklare och snabbare sätt än annars. Det blir fler som deltar och kvaliteten ökar. Med andra ord gör tekniken det möjligt att nå tidigare outnyttjade "resurser", genom att tröskeln för att delta sänkts.
Forskarna studerade också skillnader mellan bidrag från registrerade och icke-registrerade skribenter. De valde 1 000 bidrag av registrerade användare och 1 000 bidrag av icke registrerade användare slumpmässigt ur vardera språkgruppen (från totalt drygt 87 000 bidrag som fanns tillgängliga den 1 mars 2005).

### Konflikter och maktspel i arbetet att skapa konsensus
I en studie utförd av forskare från University of Washington och HP Labs har man försökt analysera redigeringskrig och konflikter i engelskspråkiga Wikipedias datadump från 2006:
Wikipedia är ett massornas samarbete där formuleringen av artiklar inte bestäms definitivt utan genom konsensus. De sociala relationerna mellan Wikipedianerna leder ibland till konflikter. Policyer ("policies") och riktlinjer ("guidelines") underlättar ofta konfliktlösning men forskarna har hittat flera exempel där fundamentalt olika tolkningar av policyer inte har lett till någon lösning utan tvärtom förhindrat konsensus.
Författarna har valt att analysera engelskspråkiga Wikipedias datadump från 2006. I denna dump har man försökt hitta redigeringskrig genom att studera artiklar med minst 250 redigeringar på dess diskussionssidor. Detta motsvarade 0,3 % av alla diskussionssidor. Dessa utvalda diskussionssidor täckte in 28,4 % av alla redigeringar på diskussionssidorna i dumpen. Dessutom täcker detta urval in 51,1 % av alla länkar till policyer. Sedan har man från de utvalda diskussionssidorna riktat in sig på kritiska sektioner genom att välja redigeringar under en tidsperiod då det var både många redigeringar på artikelsidan såväl som på diskussionssidan.
Man hittade att tillit till konsensus ofta leder till ett antal tillfälliga maktspel. Maktspel som uppträdde ofta handlade om:
- Artiklars ämnesavgränsning. Centralt och perifert innehåll begränsas av en individ eller kärngrupp av bidragsgivare.
- Tidigare konsensus. Tidigare beslut presenteras som absoluta och icke utmanande.
- Tolkningsföreträde. En undergrupp i nätgemenskapen kräver större auktoritet än en annan.
- Bidragsgivarens legitimitet. Drag hos bidragsgivaren (såsom expertis) används för att främja eller underminera ett påstående.
- Hot om sanktioner. Hot om att använda sanktioner (såsom blockering) eller att genomföra en formell medling.
- Förfarande på andra sidor. Innehållsorganisation i andra artiklar framhålls för att validera eller diskreditera bidrag.

Konsensus är aldrig slutgiltig och i dispyter diskuteras ofta legitimiteten i tidigare konsensus. Veteraner vill inte slösa tid på frågor som de anser lösta medan nybörjare uppfattar att deras perspektiv inte representerats i tidigare argument och därför vill lyfta konsensus till diskussion igen.
Artikelförfattarna menar att Wikipedias nätgemenskap främjas av det svåra arbetet att söka konsensus och att sådant arbete kanske är det största formuleringsarbetet i Wikipedia och motsätter sig andra forskares åsikt att dessa aspekter av samarbetet är "kostsamt" och "improduktivt".
Man erkänner dock att en del koordinationsarbete kan vara överflödigt men att eventuella verktyg för att underlätta koordinering inte får förstöra den sammanhållande funktion som konsensussökande diskussioner också skapar. Med koordinationsarbete menar man mödan att beskriva och arkivera tidigare diskussioner samt att hitta bland arkiverade diskussioner. Det man efterfrågar är bland annat visualiseringsverktyg för att annotera tidigare konsensus och vilka som var med i denna process, för att sammanfatta konflikter över tid så att man lättare kan förstå en artikels tillstånd. Ett meritsystemverktyg skulle kunna motivera till meningsfulla redigeringar, men kan även ge upphov till konkurrens. Ett innehållsdrivet meritsystem riskerar att bidragsgivare av rädsla för att sänka sin meritstatus försöker förhindra att deras text ändras.

### Administratörsval
Forskare vid Carnegie Mellon University har utifrån en mängd statistik försökt skapa en modell för att förstå och förutsäga administratörsval på engelskspråkiga Wikipedia. I modellen har de tagit in flera faktorer som i olika utsträckning påverkade resultatet av valet. Bland annat kunde de visa att antalet artikelredigeringar påverkade väldigt lite, men att policy- och projektredigeringar höjde chanserna från 1,8 % till 17-19 % per 1 000 redigeringar. De visade även att aktivitet i inom olika områden och att skriva redigeringssammanfattningar ökade chanserna att bli vald, medan medverkan i medlingsärenden över lag sänkte chanserna. Modellen använde dock rätt trubbiga mått på aktiviteten och forskarna konstaterar att man bör analysera vad administratörerna gör mer exakt.
Forskarna påpekar själva att modellen inte tar vara på kvalitén i redigeringarna utan bara utgår från kvantiteten, men den har ändå visat sig kunna förutsäga 74,8 % av valresultaten.
Några exempel på faktorer: (Värden inom parentes är inte statistiskt säkerställda)
| Faktor                                       | 2006–2007 | Före 2006 |
| -------------------------------------------- | --------- | --------- |
| per tidigare administratörsval               | -14,8 %   | -11,1 %   |
| per månad sedan första redigeringen          | 0,4 %     | (0,2 %)   |
| per 1000 artikelredigeringar                 | 1,8 %     | (1,1 %)   |
| per 1000 policyredigeringar                  | 19,6 %    | (0,4 %)   |
| per 1000 projektredigeringar                 | 17,1 %    | (7,2 %)   |
| per 1000 diskussionsredigeringar             | 6,3 %     | 15,4 %    |
| per redigering i medlingsärenden             | -0,1 %    | -0,2 %    |
| Gör mindre ändringar                         | 0,2 %     | 0,2 %     |
| Skriver redigeringssammanfattningar          | 0,5 %     | 0,4 %     |
| Skriver "tack" i redigeringssammanfattningen | 0,3 %     | (0,0 %)   |

### Vandalism
I studien The Work of Sustaining Order in Wikipedia: The Banning of a Vandal undersöks hur automatiserade och halvautomatiserade verktyg i kombination med samarbete bekämpar vandalism. Den visar på att sådana verktygs användning ökar i en omfattning som få tidigare har uppmärksammat. Studien inkluderar en fallstudie och ger en inblick i om hur snabbt en envis klottrares bidrag återställs och hur klottraren sedan blockeras.

### Dominerande författare
I studien Wikipedians are born, not made: a study of power editors on Wikipedia från 2009 bekräftar Katherine Panciera med flera tidigare undersökningar som visar att en relativt liten grupp användare står för en stor del av redigeringarna och för en stor del av det material som blir kvar i artiklarna. Författarna visar att dessa användare går att känna igen från deras första tid på Wikipedia, bland annat genom att de gör flera redigeringar per dag. Dessa användare hänvisar också ofta till Wikipediaprojektets normer, såsom att skriva från en neutral utgångspunkt. Författarna föreslår olika åtgärder för att öka andelen användare som stannar och förblir produktiva.

### Wikipedia och kapitalismen
I avhandlingen Frihetens rike: wikipedianer om sin praktik, sitt produktionssätt och kapitalismen (Uppsala universitet, 2015) undersöker Arwid Lund hur wikipedianer ser på sin roll som bidragsgivare till uppslagsverket. Frågeställningarna rör även synen på Wikipedias roll i samhället, i ljuset av kapitalistiska och kommunistiska infallsvinklar. Avhandlingen baseras på ett antal djupintervjuer med både tillfälliga och mer etablerade svenskspråkiga wikipedianer.

## Erkännande och utmärkelser

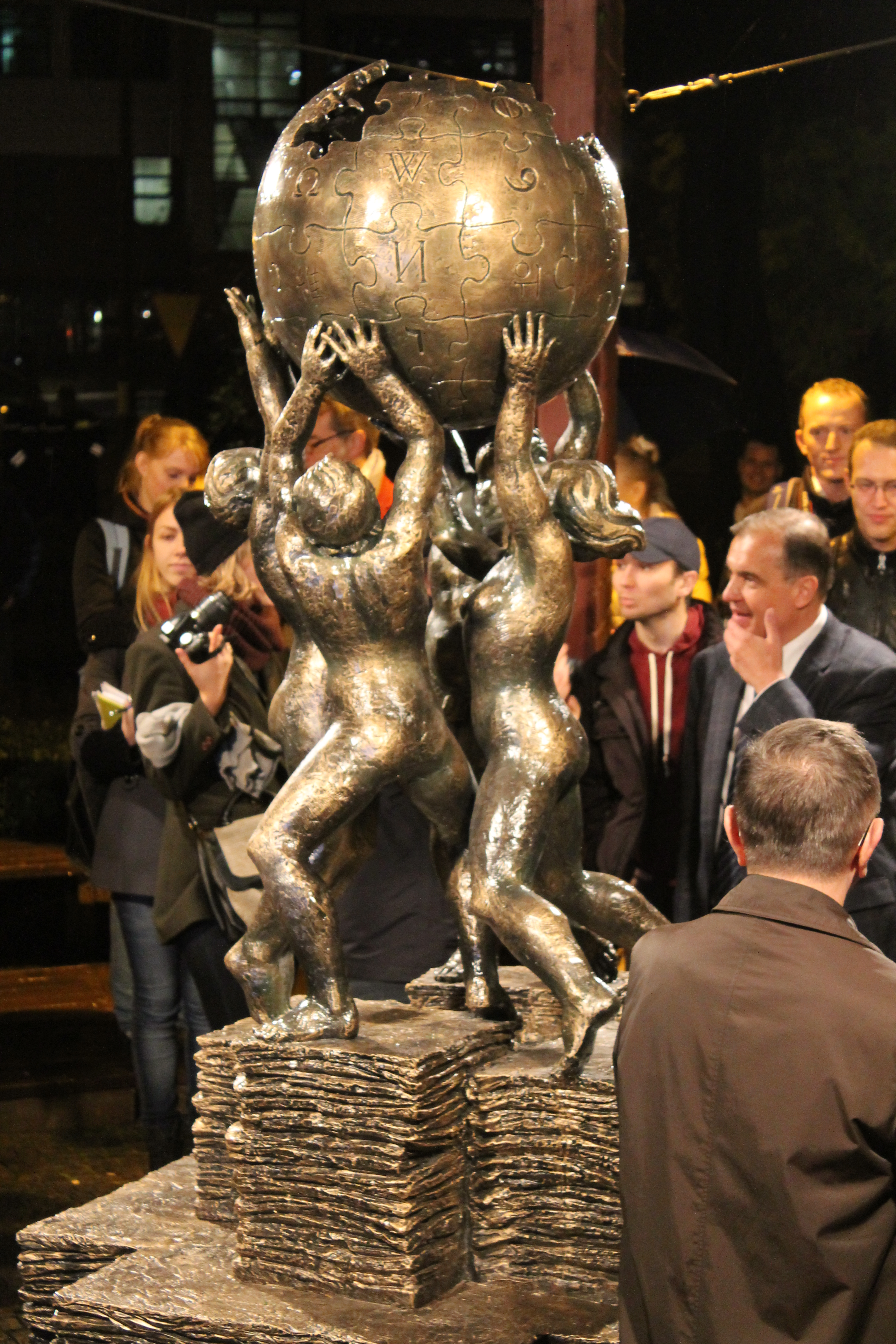
Wikipediamonumentet i polska Słubice, avtäckt 2014.

Som en av internets största samarbetsprojekt och mest omfattande informationskällor har Wikipedia rönt uppmärksamhet i olika sammanhang. Här listas några exempel:
- 2014 avtäcktes ett monument över Wikipedia i den polska staden Słubice.[113]
- 2015 års Erasmuspris tilldelades Wikipedia.[114]
- 2015 års Prinsessan av Asturiens pris i kategorin "Internationella samarbete" tilldelades Wikipedia.[115]

### Översättningar
- Avsnittet #Historik är helt eller delvis baserat på material från engelskspråkiga Wikipedia, History of Wikipedia
- Avsnittet #Blockering och censur är helt eller delvis baserat på engelskspråkiga Wikipedia, Censorship of Wikipedia
- Avsnittet #Trovärdighet är helt eller delvis baserat på material från engelskspråkiga Wikipedia, Reliability of Wikipedia
- Avsnittet #Kritik är helt eller delvis baserat på material från engelskspråkiga Wikipedia, Criticism of Wikipedia
- Avsnittet #Klotter och vandalism är helt eller delvis baserat på material från engelskspråkiga Wikipedia, Vandalism on Wikipedia
- Avsnittet #Akademiska studier av Wikipedia är helt eller delvis baserat på material från engelskspråkiga Wikipedia, Academic studies about Wikipedia
- Avsnittet #Möten mellan Wikipediadeltagare är helt eller delvis baserat på material från engelskspråkiga Wikipedia, Community of Wikipedia